# Il segreto di una famiglia
Il segreto di una famiglia (La quietud) è un film del 2018 diretto da Pablo Trapero.

## Trama
A seguito di un ictus che ha colpito il padre, due sorelle, Mia ed Eugenia, si ritrovano dopo quindici anni e scoprono di avere più cose in comune di quanto avessero pensato. Nella proprietà di famiglia "La quietud", nella provincia di Buenos Aires, le due sorelle possono finalmente ritrovarsi e confrontarsi, mentre la loro famiglia deve fare i conti con le ferite ed i segreti nascosti della dittatura militare.

## Distribuzione
Il film ha partecipato fuori concorso alla 75ª edizione della Mostra internazionale d'arte cinematografica di Venezia nel settembre 2018  È stato distribuito nelle sale cinematografiche argentine il 30 agosto 2018.

## Riconoscimenti
- 2018 - Mostra internazionale d'arte cinematografica
  - In competizione per il Queer Lion